# Mac OS X Server 1.0
Mac OS X Server 1.x（マック オーエス テン サーバ 1.x）は、Apple Computerがかつて販売していたPower Macintosh G3及びPower Mac G4用オペレーティングシステム (OS) の一つである。

## 概要
Mac OS X Server 1.0(開発コード名Rhapsody)は、Macｗorld Expo SanFrancisco 1999にてMacintosh G3 Server 1台によるNetBootでのiMac 50台の起動デモを交え、Steve Jobsにより1999年2月より出荷予定（実際には米国では3月発売、日本語版は6月中旬発売）と発表された。
Mac OS X Server 1.xは、NeXTコンピュータの「OPENSTEP」の技術を導入して作られた、BSDベース（Mach 2.5とBSD 4.4準拠）のUNIX互換OSである。
アプリケーション環境としては、CocoaのベースとなったYellow Box(OPENSTEP API)、BSDやPOSIX準拠のものを備える他、Classic環境のベースとなった旧Mac OS実行環境のBlue Boxを備えMac OS 8.5.xやMac OS 8.6を動作させることが出来た。Carbonは実装されていない。以上の様にMac OS X Server 1.xは、Mac OS XベースのMac OS X Server v10.x系統とは、GUIのみならずカーネルそのものやAPIの違いにより基本的に互換性のない別のシステムである。

### 含まれるサーバ機能、ソフトウェア
- Apacheウェブサーバ
- Appleファイルサービス
- Canna
- FTP
- NFS
- Macintosh Manager
- NetInfo
- Workspace Manager
- NetBoot
- QuickTime Streaming Server
- Sendmail
- OmniWeb
- WebObjects
- UFS

他

## 歴史
- 1999年3月 - 最初のバージョン、Mac OS X Server 1.0が発売された[5]。
- 1999年6月 - 最初のバージョンの日本語版、Mac OS X Server 1.0.1が発売された[6]。
- 2000年3月2日 - Mac OS X Server 1.2が発表、3月16日より発売された[7][8]。
- 2000年10月23日 - Mac OS X Server 1.2v3が発売された。Power Mac G4 (Gigabit Ethernet)に対応。

## 参照
1. ↑  “米Apple、Mac OS Xサーバーの基本部分をオープンソース化”. pc.watch.impress.co.jp. 2024年3月18日閲覧。
2. ↑  “1999年6月9日  アップルコンピュータ株式会社  アップル、サーバOS「Mac OS X Server」の新価格を発表  －Apacheサーバとして、最高のコストパフォーマンスを実現し、6月中旬より販売－”. web.archive.org (2000年4月10日). 2024年3月18日閲覧。
3. ↑  アップル、デスクトップの1999年ラインアップを発表 −5色のボディカラーから選べるiMac、Power Macintosh G3、Apple Studio Display、Mac OS X ServerがMacworld Expoでデビュー−
4. ↑  MACWORLD Expo/San Francisco基調講演レポート
5. ↑  “米Apple、Mac OS Xサーバーの基本部分をオープンソース化”. pc.watch.impress.co.jp. 2018年4月21日閲覧。
6. ↑  “アップル、サーバOS「Mac OS X Server」の新価格を発表” (2000年4月10日). 2018年4月21日閲覧。
7. ↑  “アップル、「Mac OS X Server 1.2」を発表”. Apple Newsroom. 2021年2月26日閲覧。
8. ↑  ASCII. “アップル、サーバーソフトウェアの最新バージョン『MacOS X Server 1.2』のパッケージ版を発表。NetBoot機能で一元的な管理を可能に”. ASCII.jp. 2021年2月26日閲覧。